# Grand Prix Wielkiej Brytanii 1976
Grand Prix Wielkiej Brytanii 1976 (oryg. John Player British Grand Prix) – dziewiąta runda Mistrzostw Świata Formuły 1 w sezonie 1976, która odbyła się 18 lipca 1976, po raz siódmy na torze Brands Hatch.
29. Grand Prix Wielkiej Brytanii, 27. zaliczane do Mistrzostw Świata Formuły 1.

## Klasyfikacja

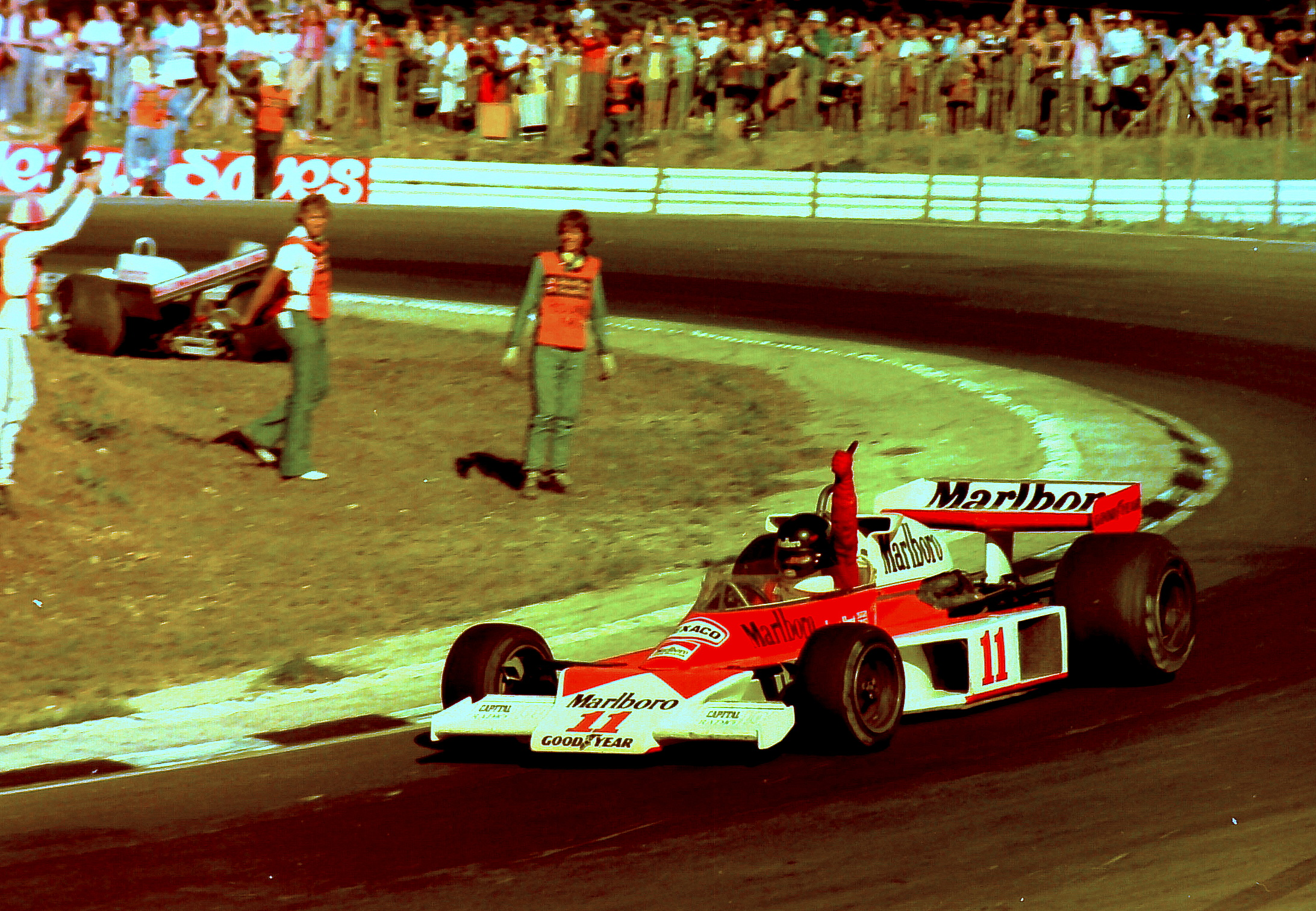
James Hunt po zwycięstwie w wyścigu

| Legenda oznaczeń w tabelach wyników Wyświetl szablon na nowej stronie | Legenda oznaczeń w tabelach wyników Wyświetl szablon na nowej stronie                                                                     |
| Oznaczenie                                                            | Wyjaśnienie |
| --------------------------------------------------------------------- | --- |
| Złoty                                                                 | Zwycięzca lub mistrzostwo |
| Srebrny                                                               | 2. miejsce lub wicemistrzostwo |
| Brązowy                                                               | 3. miejsce lub II wicemistrzostwo |
| Zielony                                                               | Ukończył, punktował (w klasyfikacji generalnej, gdy zdobył co najmniej jeden punkt na przestrzeni sezonu, poza trzema powyższymi opcjami) |
| Niebieski                                                             | Ukończył, nie punktował (w klasyfikacji generalnej, gdy nie zdobył co najmniej jednego punktu na przestrzeni sezonu)                      |
| Czerwony                                                              | Nie zakwalifikował się (NZ) |
| Czerwony                                                              | Nie prekwalifikował się (NPK) |
| Różowy                                                                | Nie ukończył (NU) |
| Różowy                                                                | Niesklasyfikowany (NS) (w klasyfikacji generalnej, gdy nie został sklasyfikowany w żadnym wyścigu sezonu)                                 |
| Czarny                                                                | Zdyskwalifikowany (DK) |
| Czarny                                                                | Wykluczony (WYK/EX) |
| Biały                                                                 | Nie wystartował (NW) |
| Biały                                                                 | Kontuzjowany (K/INJ) |
| Biały                                                                 | Wyścig odwołany (OD/C) |
| Bez koloru                                                            | Został wycofany (WYC/WD) |
| Bez koloru                                                            | Nie przybył (NP/DNA) |
| Bez koloru                                                            | Nie brał udziału w treningach (NT/DNP) |
| Bez koloru                                                            | Nie został zgłoszony (–) |
| Pogrubienie                                                           | Start z pole position |
| Kursywa                                                               | Najszybsze okrążenie wyścigu |
| †                                                                     | Nie ukończył, ale jego rezultat został zaliczony ze względu na przejechanie więcej niż 90% dystansu wyścigu.                              |
| *                                                                     | Sezon w trakcie |
| 1/2/3                                                                 | Punktowana pozycja w sprincie kwalifikacyjnym                                                                                             |
| Lista systemów punktacji Formuły 1                                    | |

| Pos | No | Kierowca           | Konstruktor        | Okrążeń | Czas/powód NU      | Poz. Start. | Punktów |
| --- | -- | ------------------ | ------------------ | ------- | ------------------ | ----------- | ------- |
| DK  | 11 | James Hunt         | McLaren-Ford       | 76      | Dyskwalifikacja    | 2           |         |
| 1   | 1  | Niki Lauda         | Ferrari            | 76      | 1:44:19.66         | 1           | 9       |
| 2   | 3  | Jody Scheckter     | Tyrrell-Ford       | 76      | + 16.18            | 8           | 6       |
| 3   | 28 | John Watson        | Penske-Ford        | 75      | + 1 Okrążenie      | 11          | 4       |
| 4   | 16 | Tom Pryce          | Shadow-Ford        | 75      | + 1 Okrążenie      | 20          | 3       |
| 5   | 19 | Alan Jones         | Surtees-Ford       | 75      | + 1 Okrążenie      | 19          | 2       |
| 6   | 30 | Emerson Fittipaldi | Fittipaldi-Ford    | 74      | + 2 Okrążenia      | 21          | 1       |
| 7   | 24 | Harald Ertl        | Hesketh-Ford       | 73      | + 3 Okrążenia      | 23          |         |
| 8   | 8  | Carlos Pace        | Brabham-Alfa Romeo | 73      | + 3 Okrążenia      | 16          |         |
| 9   | 17 | Jean-Pierre Jarier | Shadow-Ford        | 70      | + 6 Okrążeń        | 24          |         |
| NU  | 6  | Gunnar Nilsson     | Lotus-Ford         | 67      | Silnik             | 14          |         |
| NU  | 10 | Ronnie Peterson    | March-Ford         | 60      | Problemy z paliwem | 7           |         |
| NU  | 18 | Brett Lunger       | Surtees-Ford       | 55      | Skrz. biegów       | 18          |         |
| NU  | 4  | Patrick Depailler  | Tyrrell-Ford       | 47      | Silnik             | 5           |         |
| NU  | 7  | Carlos Reutemann   | Brabham-Alfa Romeo | 46      | Ciśnienie oleju    | 15          |         |
| NU  | 35 | Arturo Merzario    | March-Ford         | 39      | Silnik             | 9           |         |
| DK  | 2  | Clay Regazzoni     | Ferrari            | 36      | Ciśnienie oleju    | 4           |         |
| DK  | 26 | Jacques Laffite    | Ligier-Matra       | 31      | Zawieszenie        | 13          |         |
| NU  | 9  | Vittorio Brambilla | March-Ford         | 22      | Wypadek            | 10          |         |
| NU  | 38 | Henri Pescarolo    | Surtees-Ford       | 16      | Problemy z paliwem | 26          |         |
| NU  | 22 | Chris Amon         | Ensign-Ford        | 8       | Wyciek wody        | 6           |         |
| NU  | 5  | Mario Andretti     | Lotus-Ford         | 4       | Zapłon             | 3           |         |
| NU  | 12 | Jochen Mass        | McLaren-Ford       | 1       | Sprzęgło           | 12          |         |
| NU  | 34 | Hans Joachim Stuck | March-Ford         | 0       | Wypadek            | 17          |         |
| NU  | 25 | Guy Edwards        | Hesketh-Ford       | 0       | Wypadek            | 25          |         |
| NZ  | 20 | Jacky Ickx         | Wolf-Williams-Ford |         |                    |             |         |
| NZ  | 13 | Divina Galica      | Surtees-Ford       |         |                    |             |         |
| NZ  | 40 | Mike Wilds         | Shadow-Ford        |         |                    |             |         |
| NZ  | 33 | Lella Lombardi     | Brabham-Ford       |         |                    |             |         |